# Паскуале Станіслао Манчіні
Паскуале Станіслао Манчіні (17 березня 1817, с. Кастель-Баронія — 26 грудня 1888, Рим) — італійський державний і політичний діяч, дипломат, правознавець, професор.

## Біографія
Вивчав право в Неаполі, багато писав для місцевих газет і журналів і зазнав значної популярністі і впливу.

У 1848 році допоміг переконати неаполітанського короля Фердинанда II включитися у війну з Австрією.
Був членом парламенту, двічі відмовлявся від міністерського портфеля, а після приходу до влади реакціонерів став захищати політичних в'язнів-лібералів. За цю свою діяльність Манчіні сам опинився під загрозою арешту і змушений був виїхати в Турин, де отримав посаду професора місцевого університету і став наставником сардинского принца Умберто.

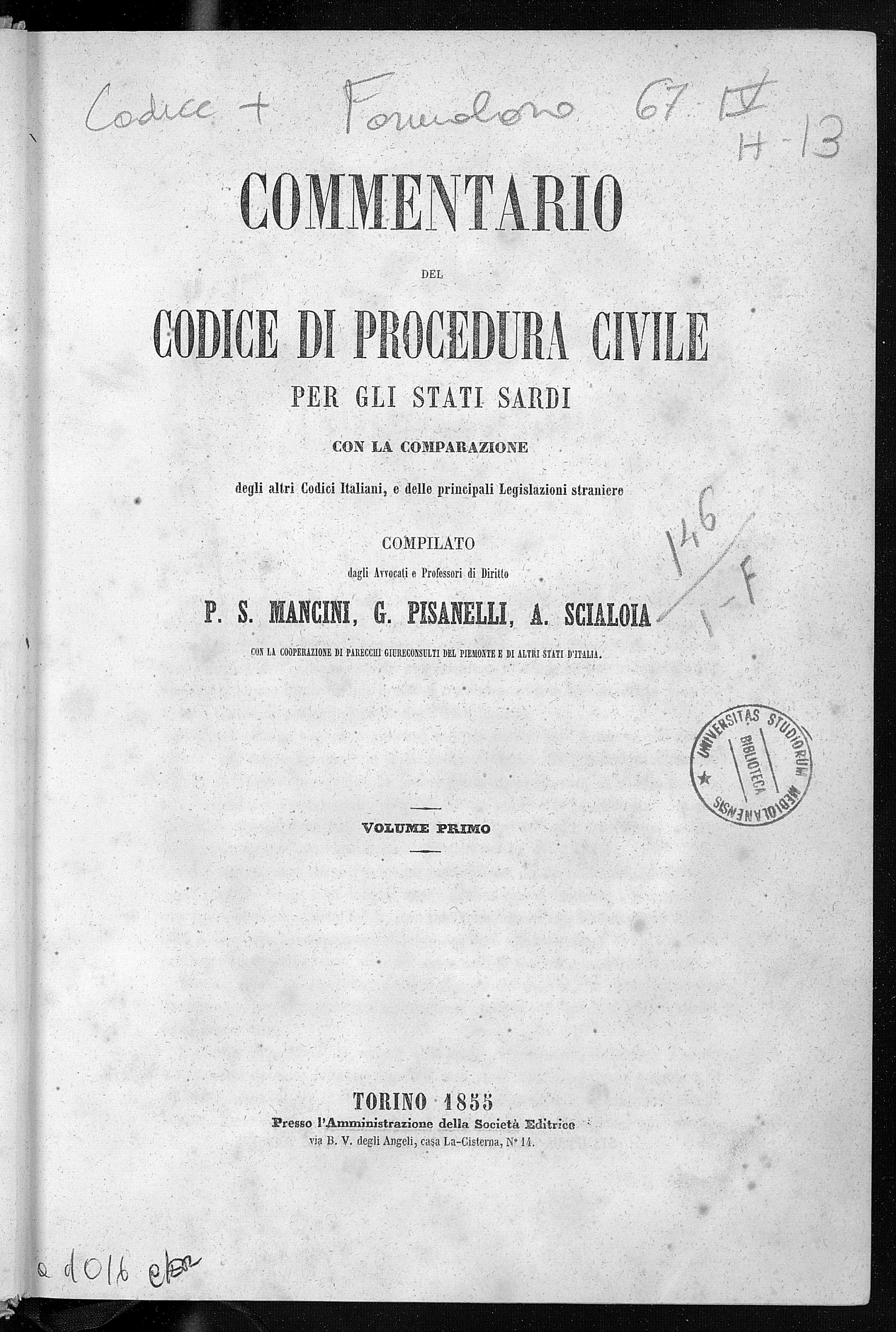
Commentario del Codice di procedura civile per gli Stati sardi, 1855